# Jacek Młochowski
Jacek Młochowski (ur. 12 lutego 1937 w Warszawie, zm. 1 kwietnia 2018) – polski inżynier chemik. Absolwent Politechniki Wrocławskiej. Od 1983 r. profesor na Wydziale Chemicznym Politechniki Wrocławskiej.

## Życiorys
Po II wojnie światowej wraz z rodziną przeniósł się do Lubania. Szkołę średnią ukończył w Jeleniej Górze i podjął w 1954 studia chemiczne na Politechnice Wrocławskiej. Po ukończeniu studiów w 1960 podjął pracę na tej samej uczelni. W 1963  rozpoczął studia doktoranckie, które ukończył w 1967, a w 1975 uzyskał habilitację i objął posadę docenta. W 1983 r. został mianowany profesorem nadzwyczajnym na Wydziale Chemicznym Politechniki Wrocławskiej, a w 1992 r. otrzymał tytuł profesorski. W 2007 r. odszedł na emeryturę.
W czasie kariery zawodowej pełnił m.in. funkcję prodziekana Wydziału Chemicznego (1972‐1978), wicedyrektora (1978‐1984) i dyrektora (1984‐1985) Instytutu Chemii Organicznej i Fizycznej oraz dyrektora Instytutu Chemii Organicznej, Biochemii i Biotechnologii (1996‐2002). W latach 1978‐2006 kierował zespołem badawczym w zakresie chemii organicznej. Autor ponad 200 publikacji. Członek Komitetu Chemicznego Polskiej Akademii Nauk (1987‐1993, 1999‐2002), rady naukowej Instytutu Badawczego Chemii Przemysłowej (2003‐2005), rady naukowej Instytutu Chemii Organicznej Polskiej Akademii Nauk (1989‐2010) i przewodniczący Wydziału Chemii Organicznej Polskiego Towarzystwa Chemicznego (1989‐1992).
Wyróżniony Krzyżem Kawalerskim Orderu Odrodzenia Polski (1988), nagrodą Polskiej Akademii Nauk (1990), Medalem Stanisława Kostaneckiego (1995) Złotym Krzyżem Zasługi (1979), Medalem Komisji Edukacji Narodowej (1999), Złotą Odznaką z Brylantem Politechniki Wrocławskiej (2007).
Zmarł 1 kwietnia 2018 r. 7 kwietnia 2018 pochowany został na Cmentarzu Osobowickim we Wrocławiu.